# Sedina pumilana
Sedina pumilana là một loài bướm đêm trong họ Noctuidae.